# Westwindzone

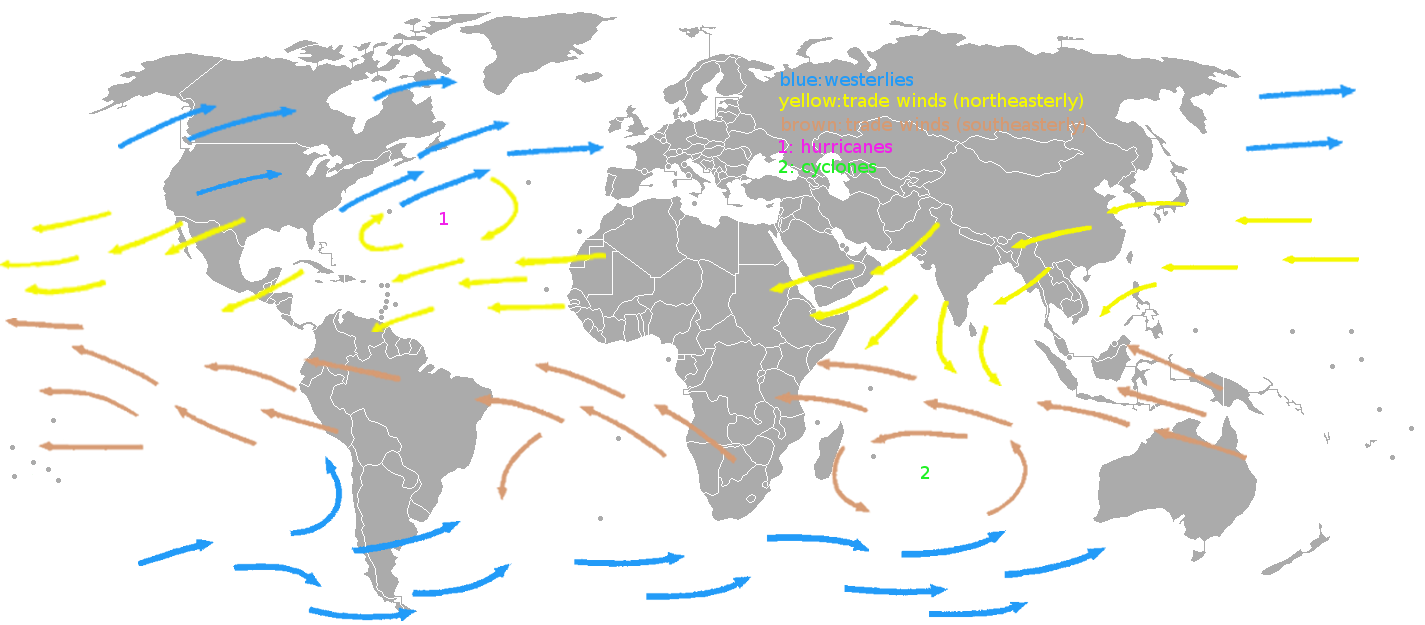
Die Westwinde auf der Nord- und Südhalbkugel (blau), Südostpassat (braun), Nordostpassat (gelb), ein Beispiel für ein Sturmtief (1), einen Zyklon (2)

Die Westwindzone, Westwindlage oder Westwinddrift ist eine atmosphärische Luftzirkulation in der Rotationsrichtung der Erde von West nach Ost in den mittleren Breiten der Erde, also etwa zwischen 40° und 60°, teilweise bis 70° geographischer Breite, sowohl auf der Nord- als auch auf der Südhalbkugel. Sie ist ein Teil der planetarischen Zirkulation.
Im Gegensatz zu anderen globalen Windströmungen wie der Passatzirkulation herrschen in der Westwindzone sowohl am Boden als auch in der Höhe der Troposphäre Winde aus westlichen Richtungen vor, die Windverhältnisse sind dabei jedoch vergleichsweise ungleichmäßig. Diese Luftmassen sind thermisch gemäßigt und relativ feucht.

## Entstehung der Westwindzone
Diese Westwinde entstehen durch das Luftdruckgefälle zwischen dem subtropischen Hochdruckgürtel und der subpolaren Tiefdruckrinne und dem daraus resultierenden meridionalen Luftmassenaustausch. Die ostwärts rotierende Erde hat in den Tropen ihren größten breitenkreisparallelen Umfang (Äquator). Die sich in den Tropen und Subtropen mitbewegenden Luftmassen haben deshalb ein größeres Gesamtvolumen. Aufgrund ihrer Trägheit bewegen sich die Luftmassen zum Äquator entgegen der ostwärts rotierenden Erde in westliche Richtung. Die Passatwinde entstehen. Ausgleichend entstehen in den gemäßigten Breitenzonen, sowohl auf der Nordhemisphäre als auch auf der Südhemisphäre, Westwinde in östlicher Richtung. Die Breiten werden aus diesem Grund als Westwindzone bezeichnet.

## Ursachen der Unbeständigkeit
Die Unbeständigkeit der Westwinddrift ist in der Überlagerung durch die Polarfront zu begründen, die zwischen wärmeren, subtropisch geprägten Luftmassen und kalter Polarluft entsteht und dabei Rossby-Wellen ausbildet. Die daraus resultierende Zyklogenese und Verlagerung der Tiefdruckgebiete im Bereich der Westwinddrift führt ebenfalls zu Störungen. Weitere Variationen ergeben sich durch die jahreszeitlich bedingten Einstrahlungsunterschiede, sodass die Westwinddrift im Sommer schwächer ausgeprägt ist als im Winter. Über der Polarfront befindet sich im Bereich der Westwindzone in der Höhe ein schmales Starkwindfeld, der Jetstream.

## Besonderheiten auf der Südhalbkugel
Die Westwinddrift ist auf der Südhalbkugel noch stärker ausgeprägt als auf der Nordhalbkugel, weil die noch niedrigeren Temperaturen der Antarktis zu einem höheren Druckgradienten zwischen polarer Tiefdruckrinne und Subtropenhoch führen, aber auch weil auf der Südhemisphäre weniger Landmassen sind, die die Winde abbremsen, und weil seltener blockierende Hochdruckgebiete entstehen. Auf der Südhalbkugel treiben die Westwinde den Zirkumpolarstrom an. Diese mächtigste ozeanische Strömung ist es, die im Englischen mit west wind drift gemeint ist. Wind- und Wasserströmung sind der Grund, warum Segelschiffe die Erde hier schneller und einfacher in West-Ost-Richtung als in die Gegenrichtung umfahren können. So liefen etwa die von Europa kommenden Großsegler Australien und Neuseeland meist auf der Route um die Südspitze Südafrikas, um das Kap der Guten Hoffnung herum an, wohingegen die Rückkehr um die Südspitze Südamerikas um das Kap Hoorn erfolgte, wobei jedoch die Umseglung von Kap Hoorn wegen der Furious Fifties extrem gefährlich war und ist.

## Bedeutung für den Luftverkehr
Die Westwindzone hat auch auf den Luftverkehr erhebliche Auswirkungen. So dauern Flüge von Osten nach Westen länger als umgekehrt. Fluglinien berücksichtigen den Jetstream bei der Routenplanung, um ihn zu nutzen oder ihm auszuweichen.

## Bedeutung für das Klima
Da die Westwinde die Ozeane überqueren, bringen sie viel Luftfeuchtigkeit mit, die sie beim Überqueren der Kontinente durch Steigungsregen und zyklonale Regen nach und nach verlieren. Die Westwinde transportieren die in den gemäßigten Breiten befindlichen Tiefdruckzyklonen ostwärts. An Westküsten und in den westlich gelegenen Teilen der Kontinente herrscht durch den windbedingten Meereseinfluss Seeklima. In zentralen und weiter östlich gelegenen Teilen der Kontinente herrscht Kontinentalklima mit deutlich geringeren Niederschlägen und höheren jahreszeitlichen Temperaturunterschieden.
In solchen Gebieten der Erde, die durch die jahreszeitliche Verlagerung des subtropischen Hochdruckgürtels nur zeitweise im Einflussbereich der Westwindzone liegen, herrscht das Winterregenklima der Westseiten, auch Mittelmeerklima genannt.